# Карабахларский район
Карабахла́рский район (также встречались варианты Карабагларский и Карабаглярский) — административно-территориальная единица в составе Армянской ССР, существовавшая в 1937—1951 годах. Центр — Чиманкенд.

## История
Район был образован 31 декабря 1937 года. 
19 марта 1951 года Карабахларский район был ликвидирован, его территория вошла в состав Вединского и Арташатского районов.

## География
На 1 января 1948 года территория района составляла 521 км². 

## Административное деление
По состоянию на 1948 год район включал 15 сельсоветов: Азизкендский, Байбурдский, Биралинский, Гелайсорский, Имирзикский, Карабахларский, Карахачский, Кашкинский, Кетузский, Келанлинский, Манкукский, Мец-Гиланларский, Чанахчинский, Чиманкендский и Шагаплинский.